# 郭婷娜

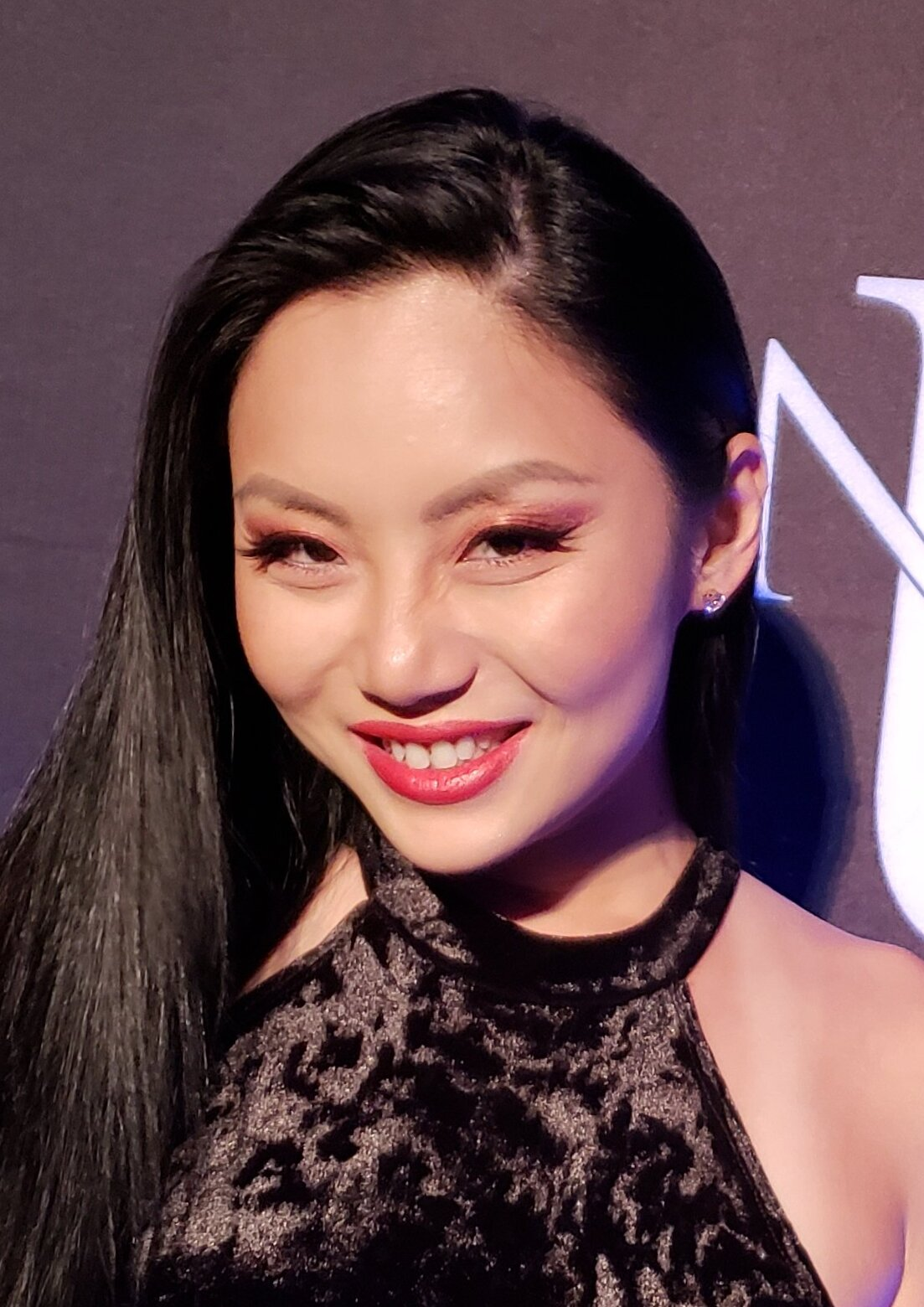

郭婷娜（英語：Tina Guo，1985年—）是一位美籍华裔的大提琴演奏家以及编曲人。她出生于上海市，5岁时随家人移民美国。 她曾參加過聖地亞哥交響樂團、墨西哥州州立交響樂團及其他交响乐团的演出，她还在一支前卫金属乐队Off the Deep End 中担任演奏。
在2011年发售的独立游戏《旅途》中，她作为大提琴的演奏者参与了游戏原声的录制；该游戏原声在第55屆葛萊美獎上获得了“最佳视觉媒体配乐专辑”的提名。